# 296525 Milanovskiy
296525 Milanovskiy è un asteroide della fascia principale. Scoperto nel 2009, presenta un'orbita caratterizzata da un semiasse maggiore pari a 3,2406254 UA e da un'eccentricità di 0,0820748, inclinata di 13,26088° rispetto all'eclittica.